# Distretto di Žargalant (Orhon)
Il distretto di Žargalant  è uno dei due distretti (sum) in cui è suddivisa la provincia dell'Orhon, in Mongolia. Conta una popolazione di 3.166 abitanti (censimento 2009). 